# کانن ۷
کانن ۷ (به انگلیسی: Canon 7) یک دوربین عکاسی تک‌لنزی بازتابی ساخت شرکت کانن است.